# پروفسور ویلچور
پروفسور ویلچور (لهستانی: Profesor Wilczur) یک فیلم درام عاشقانه لهستانی به کارگردانی میخاو واشینسکی است که در سال ۱۹۳۸ منتشر شد.

## گزیدهٔ بازیگران
- کاژیمیش یونوشا-استئوپوفسکی
- یاتسک وشچروویچ
- الژبیه‌تا بارشچفسکا
- ویتولد زاخارویچ
- دوبیسواف دامینتسکی
- یوزف ونگژین
- میه‌چیسواوا چویکلینسکا
- تکلا تراپشو
- الکساندر باردینی
- استانیسواف گرولیتسکی
- پاوئو اُوِروئو
- هلنا بوچینسکا
- یوزف شلویتسکی
- واندا یاکوبینسکا